# Hyper Battle'22
Hyper Battle'22 fue un evento de lucha libre profesional producido por la empresa New Japan Pro-Wrestling (NJPW), que tuvo lugar el 9 de abril de 2022 desde la Arena Kokugikan en Tokio, Japón. Lleva el nombre de los eventos de Hyper Battle que tuvieron lugar originalmente desde 1993 hasta 2004.

## Antecedentes
El 27 de marzo, Zack Sabre Jr. ganó la New Japan Cup 2022 al derrotar a Tetsuya Naito en la final del torneo, lo que le otorgó el derecho a desafiar al campeón Kazuchika Okada a una lucha por el Campeonato Mundial Peso Pesado de la IWGP.

## Resultados
En paréntesis se indica el tiempo de cada combate:
- Guerrillas of Destiny (Tama Tonga, Tanga Loa & Jado) y Hiroshi Tanahashi derrotaron a Bullet Club (Bad Luck Fale, Yujiro Takahashi, Chase Owens & Gedo) (10:28).
  - Jado forzó a Gedo a rendirse con un «Crossface of Jado».

- Los Ingobernables de Japón (Shingo Takagi & Tetsuya Naito) derrotaron a United Empire (Aaron Henare & Will Ospreay) (9:23).
  - Takagi cubrió a Henare después de un «Made in Japan».
- Six or Nine (Master Wato & Ryusuke Taguchi) derrotaron a Bullet Club's Cutest Tag Team (El Phantasmo & Taiji Ishimori) y retuvieron el Campeonato en Parejas Peso Pesado Junior de la IWGP (15:13).
  - Taguchi cubrió a El Phantasmo con un «Samson Clutch».
- Taichi derrotó a Toru Yano y ganó el Campeonato KOPW 2022 (4:18).
  - Taichi ganó al sacar a Yano fuera del ring.
  - La lucha era sin cuerdas, con la victoria siendo obtenida empujando al rival fuera del ring.
- Evil (con Dick Togo) derrotó a Hiromu Takahashi y retuvo el Campeonato de Peso Abierto NEVER (15:47).
  - Evil cubrió a Takahashi después de un «Everything is Evil».
  - Durante la lucha, Togo interfirió a favor de Evil.
  - Después de la lucha, Tama Tonga confrontó a Evil siendo atacado por Yujiro Takahashi, pero fue detenido por Tanga Loa. Finalmente, Guerrillas of Destiny atacaron a Evil y Takahashi.
- United Empire (Great-O-Khan & Jeff Cobb) derrotaron a Bishamon (Hirooki Goto & Yoshi-Hashi) y ganaron el Campeonato en Parejas de la IWGP (16:05).
  - Cobb cubrió a Yoshi-Hashi después de un «Tour of the Islands».
- El Desperado derrotó a SHO y retuvo el Campeonato Peso Pesado Junior de la IWGP (20:33).
  - El Desperado cubrió a SHO después de un «Pinche Loco».
  - Después de la lucha, Taiji Ishimori retó a El Desperado a una lucha por el título pero fue interrumpido por el debut del nuevo miembro de United Empire, Francesco Akira, quien declaró su participación en el torneo Best of the Super Juniors 29. Finalmente, El Desperado aceptó el reto de Ishimori.
- Kazuchika Okada derrotó a Zack Sabre Jr. y retuvo el Campeonato Mundial Peso Pesado de la IWGP (28:25).
  - Okada cubrió a Sabre después de un «Rainmaker».
  - Después de la lucha, Okada desafió a Tetsuya Naito a una lucha por su campeonato.